# Thủ Lệpark
Thủ Lệpark (Vietnamees: Công viên Thủ Lệ) is een dierentuin in Hanoi, de hoofdstad van Vietnam. Thủ Lệpark ligt in quận Ba Đình, rondom het Thủ Lệmeer.
De Thủ Lệpark ligt iets buiten het centrum van de stad. De aanleg van de dierentuin startte op 19 mei 1975 en was in twee jaar tijd voltooid. De opening van de dierentuin was in 1977. De dierentuin bevindt zich op de plaats waar vroeger Thủ Lệ zich bevond, een belangrijke plaats tijdens de Lý-dynastie.
Bij de opening bestond de dierentuin uit slechts 300 dieren van ongeveer 30 verschillende soorten. In de loop der jaren is de dierentuin gegroeid naar ongeveer 600 dieren in 95 soorten. De dierentuin trekt jaarlijks 1,5 tot 2 miljoen bezoekers.